# Šprajc
Šprajc je priimek več znanih Slovencev:
- Albin Šprajc (1895—1942), šolnik in pedagoški pisec
- Andrej Šprajc, turistični gospodarstvenik
- Božo Šprajc (1947—1998), igralec, filmski režiser in scenarist
- Ivan Šprajc (*1955), arheolog in etnolog, raziskovalec srednjeameriških civilizacij
- Peter Šprajc - Slavc (1924—?), politik, gospodarastvenik
- Peter Šprajc, igralec
- Polona Šprajc, organizatoričarka, prof. FOV